# 兵庫県立但馬文教府

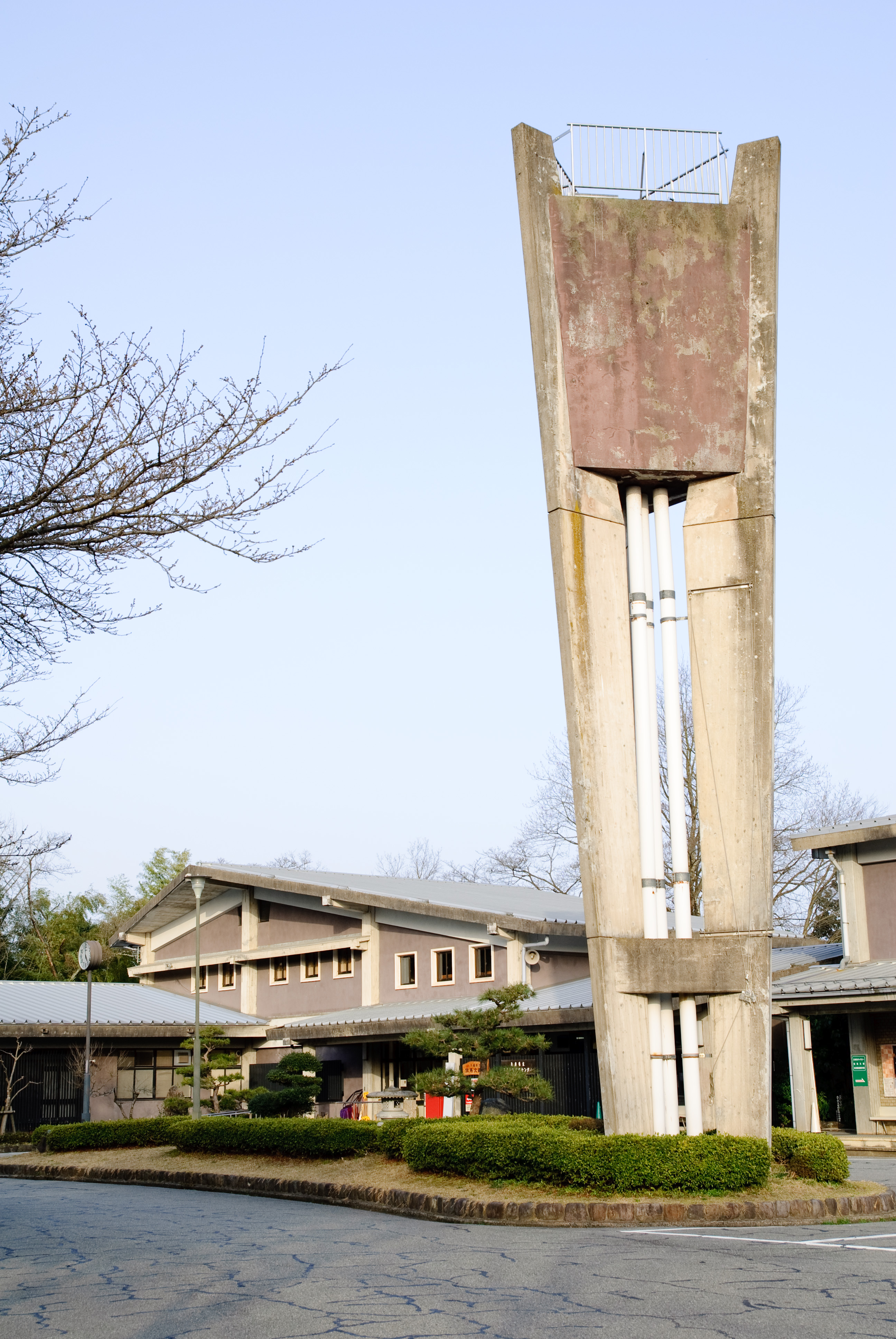
兵庫県立但馬文教府

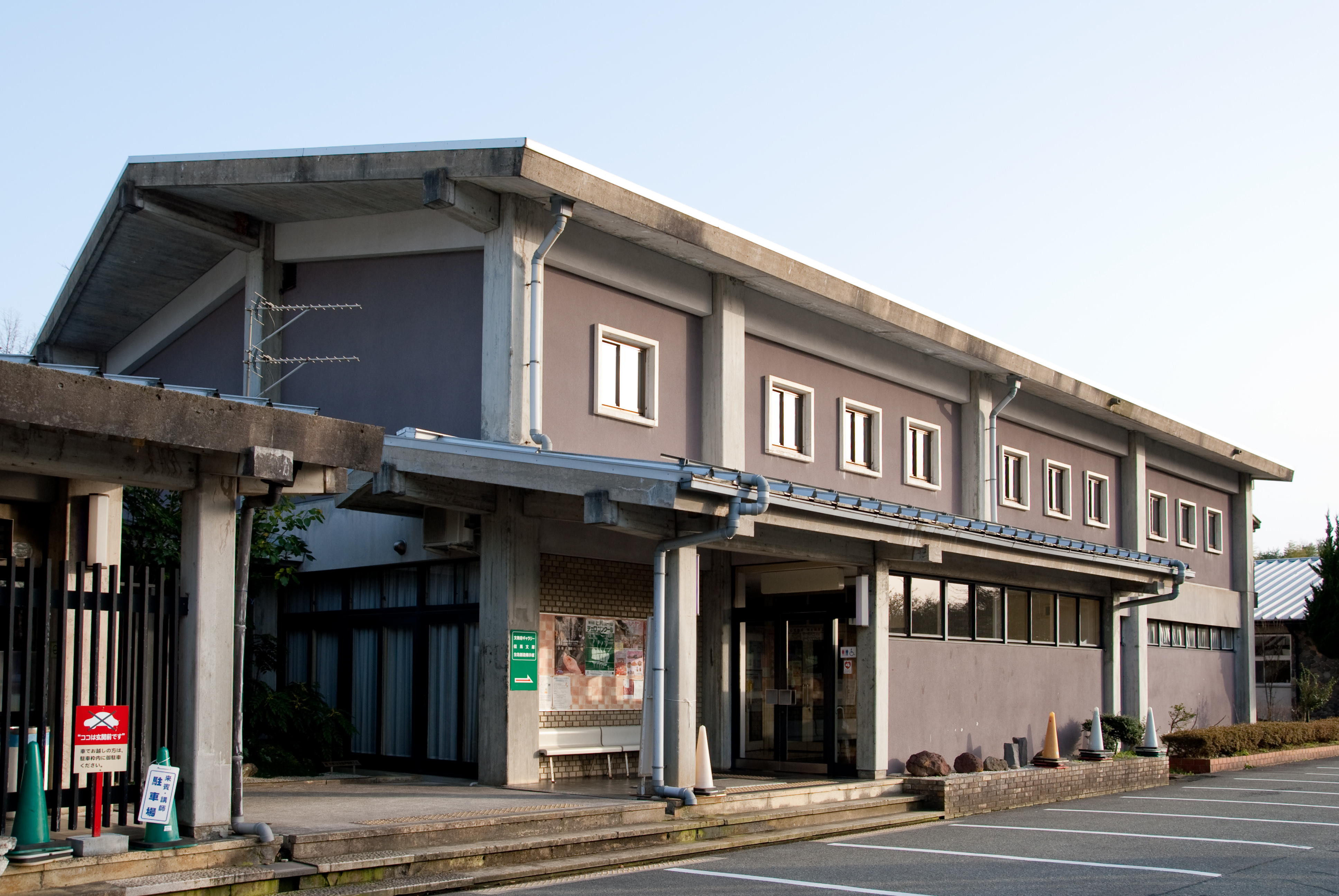
研修資料館

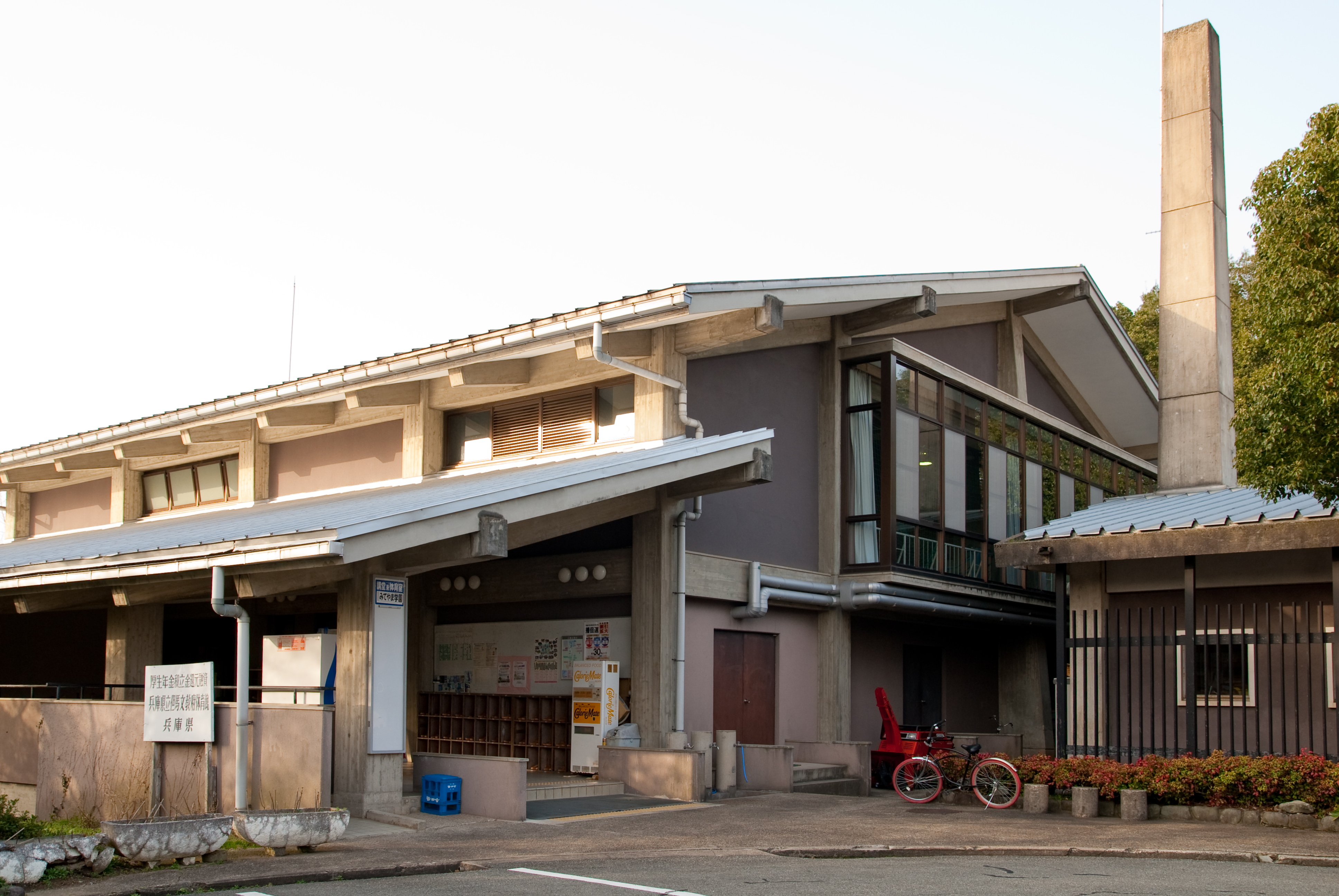
体育館兼講堂

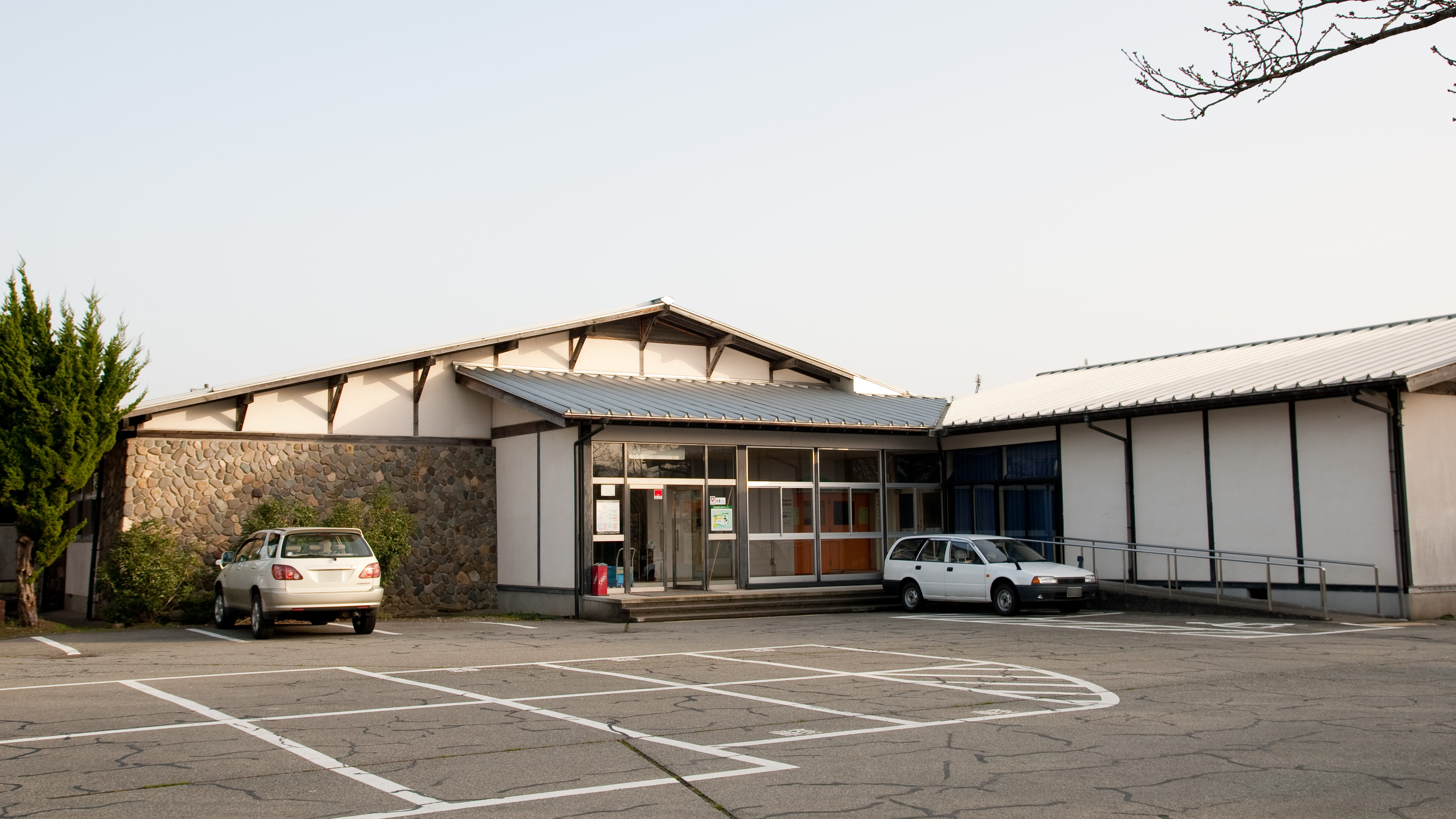
生活科学館

兵庫県立但馬文教府（ひょうごけんりつたじまぶんきょうふ）は、兵庫県豊岡市妙楽寺にある公立の文化交流施設である。略称は「但馬文教府」。

## 概要
1963年（昭和38年）に開設した文化交流支援施設で、市民交流を促進するとともに市民の生活文化の向上と社会福祉の増進に寄与する事を目的としている。施設は大きく5つに分かれており、地上2階建ての本館と別館の研修資料館・活動交流館・但馬生活科学館、講堂兼体育館で構成されている。
研修資料館では様々な文化的イベントを開催している文教府ギャラリーをはじめ、但馬に関する6210冊の書籍を収蔵する但馬文庫。活動交流館では活動スペースの提供、生活科学館では調理室やパフォーマンスルームを設置。400人を収容可能な講堂兼体育館を備えており団体での講演や体育競技を伴う活動に対応する。同施設では情報の発信や貸館事業などを通じて様々な生活創造活動や自己実現を図るための生涯学習を支援している。
主な学習提供活動として2010年に創立40年を迎えた兵庫県地域高齢者大学「みてやま学園」や、116のグループが登録する「但馬生活創造情報プラザ」がある。これらは環境、消費生活、健康、福祉、芸術文化、創作活動など様々な分野において生涯学習や地域づくりの活動を実施している。

## 沿革
- 1963年（昭和38年）11月30日 - 竣工
- 1963年（昭和38年）12月1日 - 開設
- 1964年（昭和39年）5月20日 - 文教府通信1号を発行
- 1964年（昭和39年）6月13日 - 但馬教育塔を建立
- 1964年（昭和39年）7月17日 - 生活科学館が竣工する
- 1965年（昭和40年）5月31日 - 資料館が竣工する
- 1968年（昭和43年）4月1日 - 豊岡生活科学センター開設
- 1982年（昭和57年）7月5日 - 講堂兼体育館が竣工する
- 1988年（昭和63年） - 但馬文庫が開設
- 1995年（平成7年） -創立40周年記念事業、 震災ボランティア活動（宿泊の受け入れなど）

## 主な学習活動
- 兵庫県地域高齢者大学4年制大学講座「みてやま学園」
- 兵庫県地域高齢者大学地域活動実践講座「みてやま学園大学院」
- 但馬生活創造情報プラザ
- 但馬ゆうゆう塾
- 放送大学但馬教室

## 施設概要
- 本館
  - 食堂（2008年3月より食事の提供を廃止）
  - 会議室
- 講堂兼体育館
  - トレーニング室
- 活動交流館
  - 活動ブース1～4
  - 印刷室
  - ロッカールーム
  - 研修室
  - 交流スペース
- 研修資料館
  - 文教府ギャラリー　但馬美術展、但馬合唱祭、但馬文学の集いなど
  - 但馬文庫　6210冊を収蔵
  - 第1A、B・第2研修室
- 但馬生活科学館
  - パフォーマンススペース
  - 情報コーナー
  - 調理室
  - 消費生活相談
  - 生活科学センター研修室
  - 貸出物品
  - 生活総合実習室
  - 和室集合室

## 所在地
- 兵庫県豊岡市妙楽寺41-1

## 周辺情報
- 大岡学園高等専修学校
- 豊岡こうのとりスタジアム
- 近畿大学豊岡短期大学
- 近畿大学附属豊岡高等学校・中学校